# Tesco

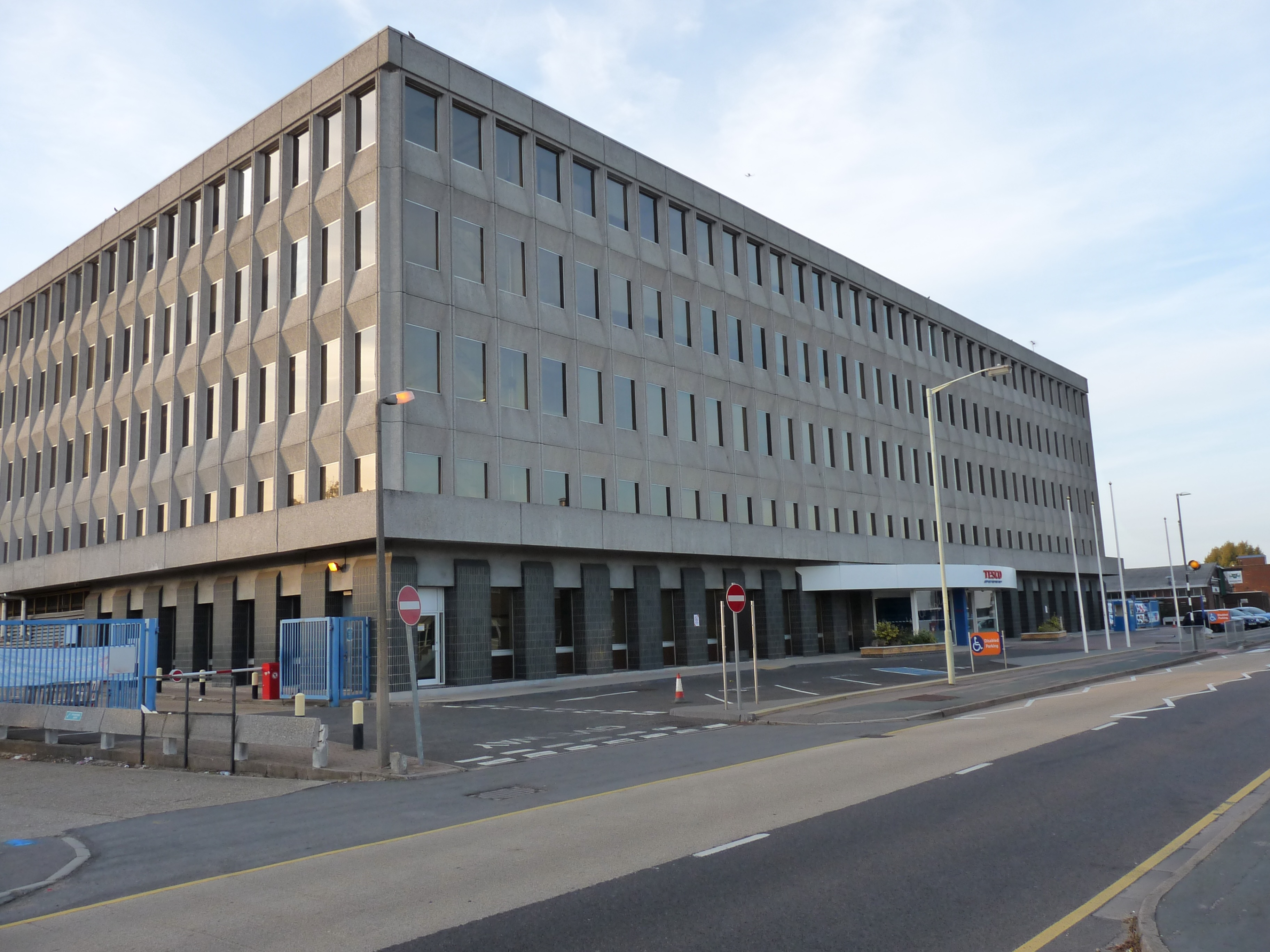
Tesco House - le siège social de Tesco

Tesco Plc est une chaine de supermarchés britannique. C'est le plus important acteur de la grande distribution, avec 3 822 magasins au Royaume-Uni et en Irlande. 
Le groupe est également présent en Europe Centrale avec 537 magasins répartis entre la République Tchèque (185), la Hongrie (198) et la Slovaquie (154). 
Il est aussi présent dans le domaine des services financiers, via la Tesco Bank.
Le groupe Tesco est coté à la bourse de Londres.
Son siège se trouve à Welwyn Garden City

## Histoire

### Origines
En 1919, Jack Cohen fonde une entreprise pour vendre des produits d'épicerie de surplus militaires sur un stand du Well Street Market, dans l'est de Londres. Il commence une activité de grossiste et occupe rapidement plusieurs autres stands du marché. En 1924, Jack Cohen rachète un stock de thé à l'entreprise Thomas Edward Stockwell. En utilisant les initiales du fournisseur et les deux premières lettres de son patronyme, il forme la marque Tesco pour le thé. Il ouvre son premier magasin sous enseigne Tesco au nord-ouest de Londres en 1929. 

### Histoire récente
En 1995, Tesco fait appel à Clive Humby et Edwina Dunn de dunnhumby (en) pour la réalisation d'une carte de fidélité. Ils développent Clubcard (en), la première carte de fidélité personnalisée des supermarchés du Royaume-Uni qui est à l'origine d'une révolution dans le paysage marketing. Grâce à elle, Tesco augmente ses profits au point de remplacer Sainsbury's comme détaillant le plus important du Royaume-Uni.  
En août 2013, Tesco annonce la vente de son activité en Chine (qui détient 131 magasins) à China Resources, contre une participation de 20 % dans la filiale de distribution nouvellement créée dans le pays. 
En septembre 2013, Tesco vend à Yucaipa, 150 magasins Fresh & Easy basés en Californie pour 80 millions de £. 4 000 employés sont concernés par cette transaction ; 50 autres magasins Fresh & Easy devrait également fermer. Les magasins Fresh & Easy  restant sont fermés et la filiale américaine de Tesco est en procédure de faillite.
En janvier 2015, la firme annonce la mise en place de mesures économiques et financière avec notamment la fermeture de 43 magasins non-rentables au Royaume-Uni. De plus, elle ne versera pas de dividendes à ses actionnaires pour 2014/2015. Ensuite, elle réduira ses investissements et vendra ses activités Internet (Tesco Broadband et Blinkbox) à TalkTalk, ainsi que dunnhumby (en)[réf. nécessaire]. Enfin, elle va restructurer ses fonctions centrales, simplifier sa hiérarchie et augmenter la flexibilité des temps de travail pour tenter de réaliser une économie de 250 millions de livres sterling.
En avril 2015, Tesco annonce une dépréciation d'actif de 7 milliards de livres, à la suite de cette perte Tesco envisage également de vendre ses importantes activités sud-coréennes. En septembre 2015, Tesco annonce la vente de ses activités en Corée du Sud, Homeplus, au fonds d'investissement MBK Partners pour 6,1 milliards de dollars.
En juillet 2016, Tesco vend ses activités en Turquie, comprenant 170 magasins Kipa et 10 000 employés, à Migros pour 30 millions de livres ; en parallèle Tesco annonce la vente de la chaîne de restaurants Giraffe,.
En janvier 2017, Tesco annonce l'acquisition de Booker, le plus grand distributeur du Royaume-Uni en libre-service de gros pour 3,7 milliards de livres.
En janvier 2019, le groupe annonce un plan de suppression de 9 000 postes. Seraient en particulier concernés les services de découpe de boucherie, pâtisseries et poissonneries.
En février 2020, Tesco annonce la vente pour 257 millions de livres de sa participation de 20 % dans la coentreprise chinoise qu'il avait avec China Resources, coentreprise créée en 2014 qui a repris l'ensemble de ses magasins en Chine.
En mars 2020, Tesco annonce la vente de ses activités en Thaïlande et en Malaisie, comprenant 2 000 magasins (supermarchés Tesco Lotus...), à Charoen Pokphand Group pour 10 milliards de dollars,,.
En juin 2020, Tesco annonce la vente de ses activités en Pologne, soit près de 300 magasins, à Salling Group pour 165 millions de livres.
En février 2024, Barclays annonce l'acquisition pour 600 millions de livres de la plupart des activités bancaires de Tesco ainsi que la signature d'un partenariat entre les deux entreprises d'une durée de 10 ans.

## Activité

### Royaume-Uni

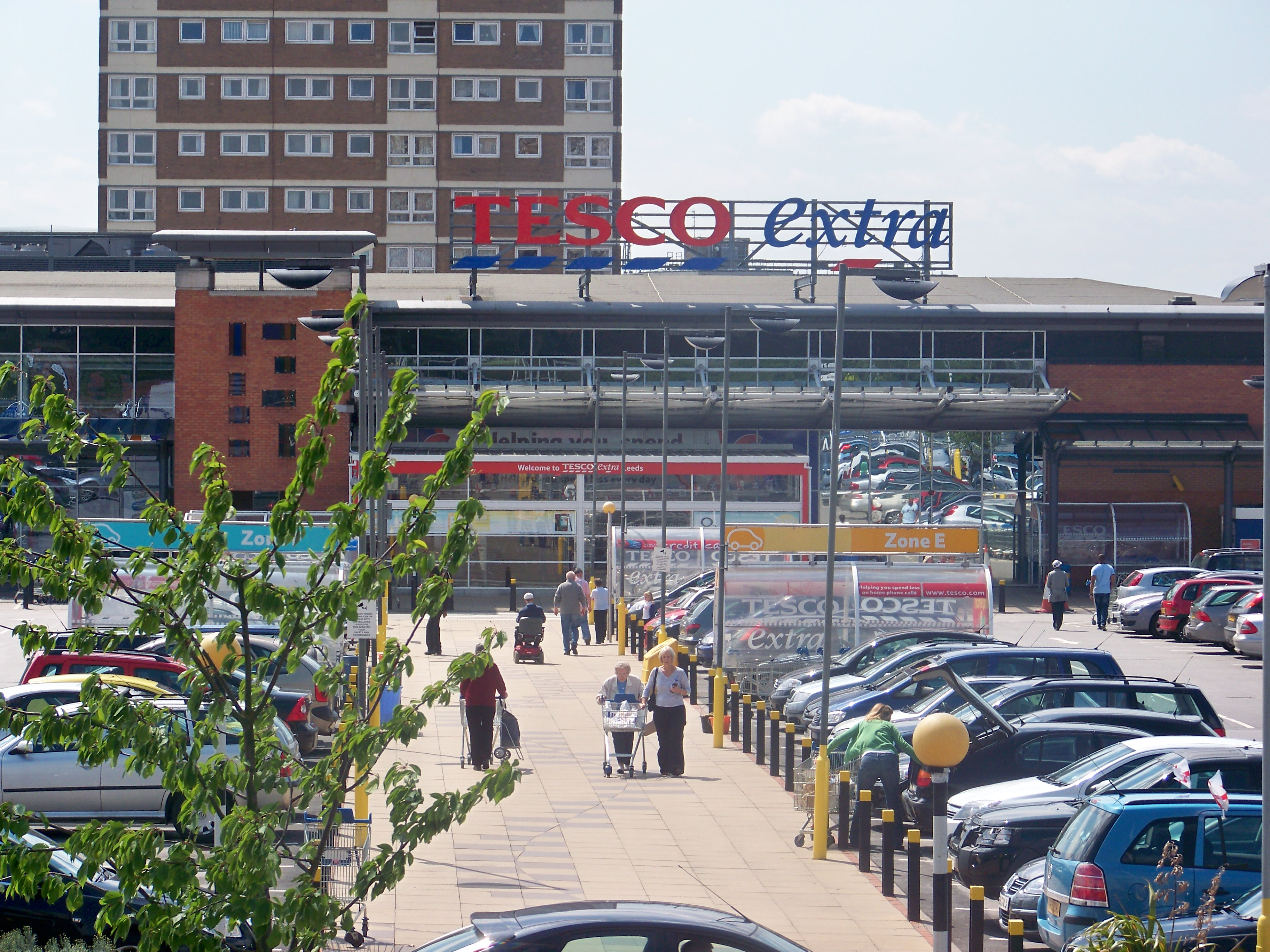
Tesco Extra, Seacroft, Leeds, Angleterre.

En 2019, avec 3 780 points de vente (enseignes Tesco Extra, Tesco Superstore, T&S, Tesco Metro et Tesco Express), Tesco est présent dans la distribution alimentaire et non-alimentaire (textile, pharmacie, informatique, optique, TV Hi-Fi Vidéo, électroménager, voyages, etc.). Il proposait aussi des services de téléphonie via Tesco Mobile (250 000 clients) créée en 2003 en partenariat avec O2, jusqu'en 2015. En outre, le groupe dispose d'un site d'achat en ligne, Tesco.com.

### International

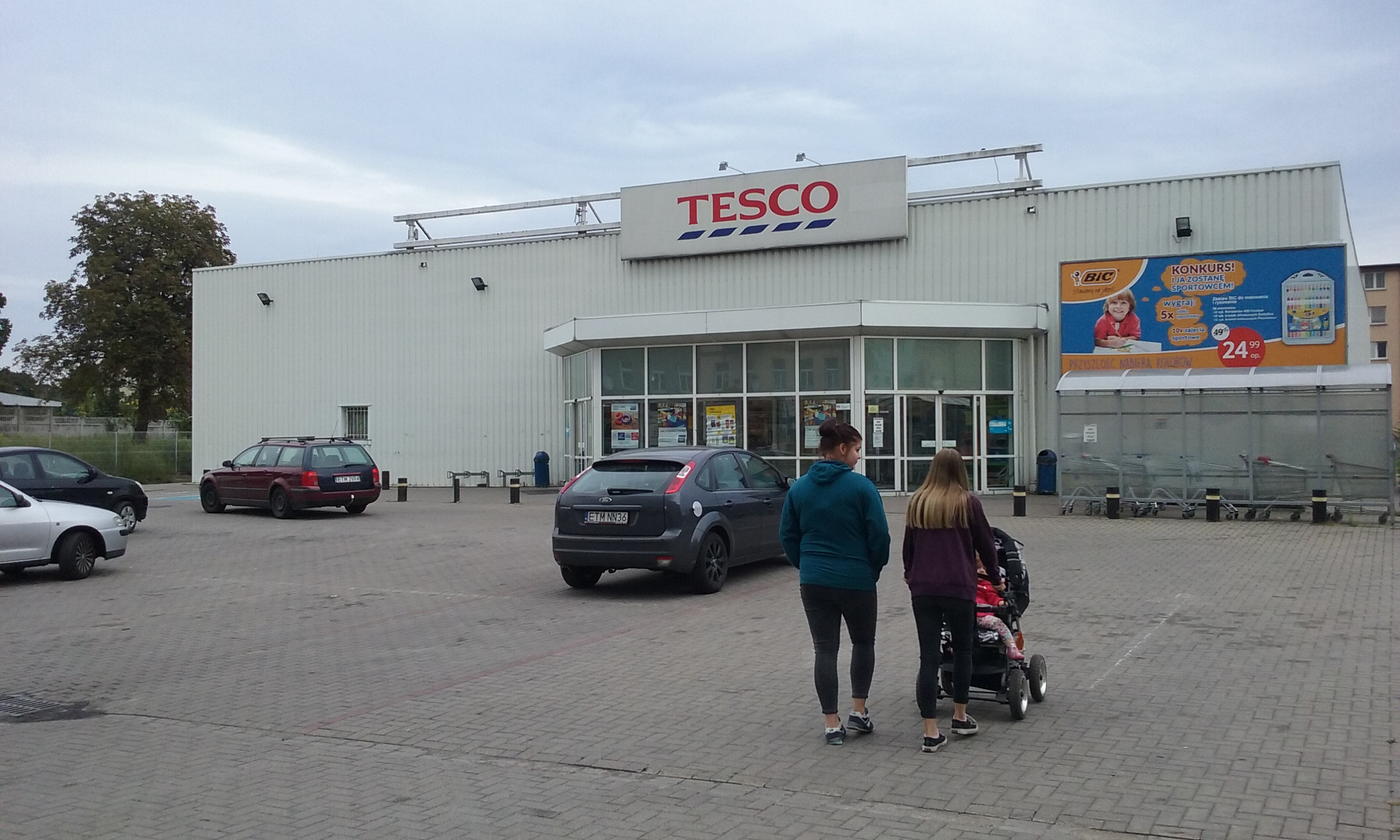
Tesco dans les soixante millièmes de Tomaszów Mazowiecki en Pologne.

En 2019, Tesco possède en Europe 895 magasins, répartis sur cinq pays, en Irlande, Pologne,  Hongrie, Slovaquie et Tchéquie ; en Asie 2 038 magasins, en particulier en Thaïlande (87 hypermarchés, une des deux principales chaînes d'hypermarché du pays avec Big C et 704 magasins en 2010) et en Malaisie (avant la vente de ses activités à Charoen Pokphand Group en 2020).
Tesco fut également présent en France, via un magasin situé à Calais et spécialisé dans la vente d'alcool aux Britanniques. Cela s'expliquait par des taxes moins importantes sur l'alcool en France qu'en Grande-Bretagne. Le chiffre d'affaires réalisé en 2006 était de 2 millions de livres. Malgré cela, le magasin a fermé le 30 août 2010.

### Services financiers
En 2019, Tesco Bank comptait plus de 6 millions de clients.

## Principaux actionnaires
Au 6 janvier 2020
| Schroder Investment Management        | 4,99% |
| Norges Bank Investment Management     | 4,03% |
| Artisan Partners                      | 3,47% |
| The Vanguard Group                    | 2,88% |
| Majedie Asset Management              | 2,55% |
| Legal & General Investment Management | 2,46% |
| BlackRock Investment Management       | 2,43% |
| BlackRock Fund Advisors               | 2,23% |
| Mondrian Investment Partners          | 2,16% |
| Capital Research & Management G.I.    | 1,99% |